# Reichenau (Bade-Wurtemberg)
Pour les articles homonymes, voir Reichenau.
Reichenau est une commune du Bade-Wurtemberg (Allemagne), située dans l'arrondissement de Constance, dans le district de Fribourg-en-Brisgau. Elle est connue pour abriter dans l'île de Reichenau sur le lac de Constance la célèbre abbaye de Reichenau, classée au patrimoine mondial de l'UNESCO.

## Histoire
- 6 mars 1799 : Combat des ponts de Reichenau, entre les troupes françaises et autrichiennes où s'illustre le général Demont.
- 13 juillet 1800 : Combat du pont de Reichenau où se distingue la 95e demi-brigade de deuxième formation.

## Personnalités liées à la ville
- Hermann Contract (1013–1054), compositeur mort à l'abbaye de Reichenau ;
- Robert Poetzelberger (1856–1930), peintre, mort à Reichenau ;
- Ingo Maurer (1932–2019), designer et un entrepreneur.